# 伊勢八太駅
伊勢八太駅（いせはたえき）は、三重県津市一志町小山にある、東海旅客鉄道（JR東海）名松線の駅である。

## 歴史
- 1930年（昭和5年）3月30日：鉄道省名松線権現前駅 - 井関駅間延伸時に開設[1][2]、一般駅[2]。
- 1963年（昭和38年）4月1日：貨物・荷物扱い廃止[2]。
- 1987年（昭和62年）4月1日：国鉄分割民営化に伴い、JR東海の駅となる[1][2]。

## 駅構造
線路北側（東側）に単式ホーム1面1線を有する地上駅。
松阪駅管理の無人駅。待合所は設置されていない。

## 利用状況
「三重県統計書」によると、近年の1日平均乗車人員の推移は以下の通り。
| 年度   | 1日平均 乗車人員 |
| ------ | ---------------- |
| 1998年 | 34               |
| 1999年 | 29               |
| 2000年 | 28               |
| 2001年 | 24               |
| 2002年 | 22               |
| 2003年 | 25               |
| 2004年 | 25               |
| 2005年 | 25               |
| 2006年 | 25               |
| 2007年 | 24               |
| 2008年 | 23               |
| 2009年 | 19               |
| 2010年 | 17               |
| 2011年 | 14               |
| 2012年 | 14               |
| 2013年 | 17               |
| 2014年 | 18               |
| 2015年 | 21               |
| 2016年 | 23               |
| 2017年 | 22               |
| 2018年 | 22               |
| 2019年 | 21               |

## 駅周辺
- 忘れ井：千年以上前から知られていた、名水が湧出る井戸。
- 伊勢自動車道・一志嬉野IC

## 隣の駅
東海旅客鉄道（JR東海）
■名松線
権現前駅 - 伊勢八太駅 - 一志駅